# Cananga brandisiana

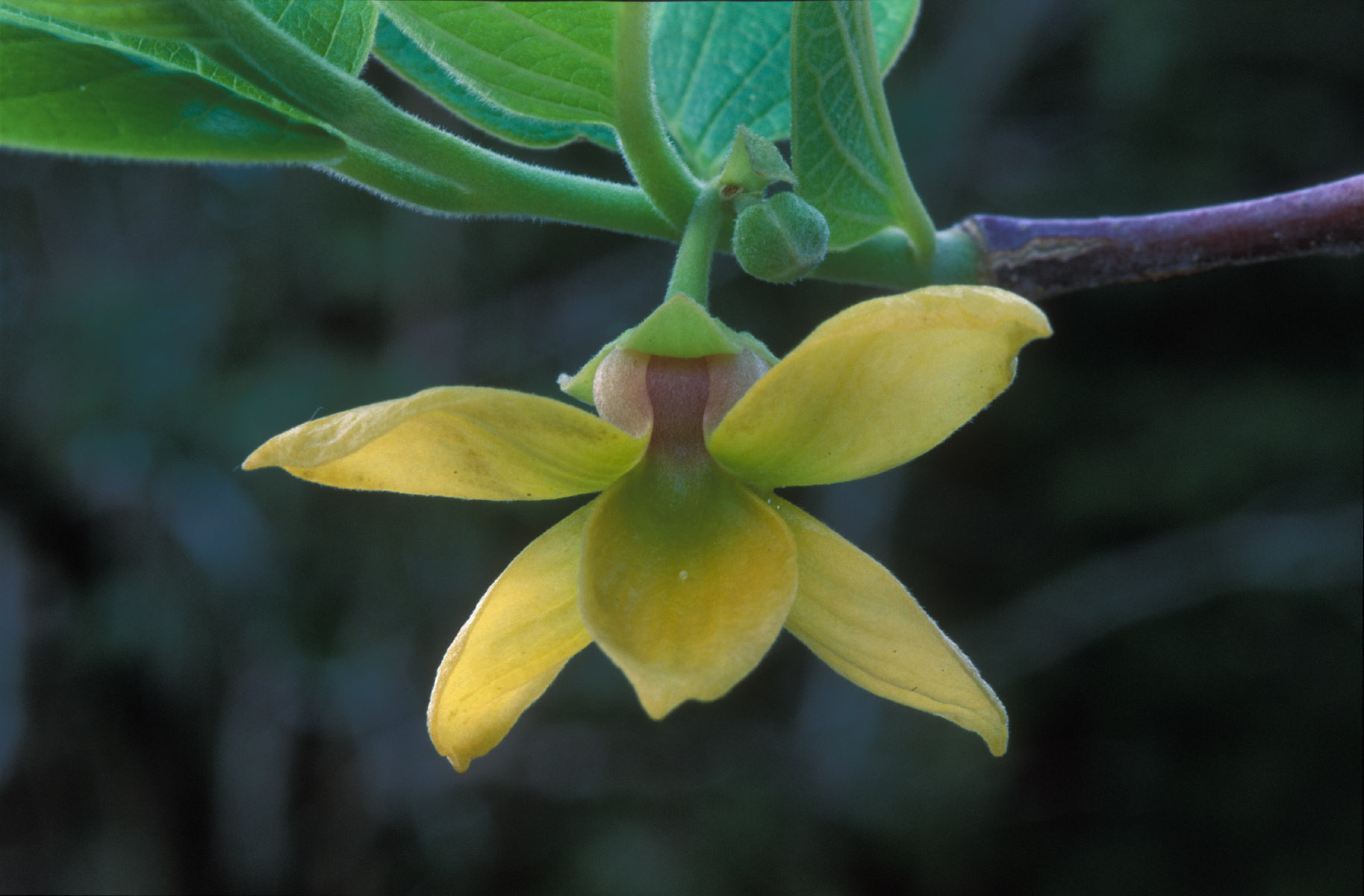
Flor

Cananga brandisiana es una especie de la familia de las anonáceas originaria del sureste de Asia.

## Descripción
Es un árbol de entre 15 a 25 m de altura con corteza grisácea y rugosa. Las ramas son glabras, pero de jóvenes están cubiertas de vellosidad. Las hojas se disponen de forma alterna, miden de 20-30 cm de largo por 15-20 de ancho, son simples con haz velloso y envés tomentoso, de ovales a oval-oblongas, cordiformes y fuertemente acuminadas. Al aplastarlas despiden un fuerte aroma.

Las flores, tomentosas, surgen en la parte superior de las yemas cortas, en racimos de 3 o 4. Tienen 6 sépalos de 5 milímetros de largo y 6 pétalos de color amarillo, linear-oblongos y carnosos, de 4-7 cm de largo por 2 cm de ancho en su punto más ancho. Los carpelos (24) son pubescentes, estilos glabros fusionados con la última fila de estambres (240). El fruto es una baya cilíndrica deprimida, soportada por un peciolo corto (5 mm) que contiene de 3 a 4 semillas aplanadas, de color marrón brillante.
Palinología: El polen se disemina en forma de tétradas permanentes.

## Distribución y hábitat
C. brandisiana se distribuye por Camboya, Laos, la península de Malasia, Birmania, Tailandia y Vietnam. Habita bosques claros y de densidad media. En Camboya, donde la madera se considera valiosa, es una especie sobreexplotada y se encuentra en peligro de extinción.

## Taxonomía
El botánico francés Jean Baptiste Louis Pierre fue el primero en describir formalmente esta especie en 1881, bajo el basónimo Unona brandisiana. Le otorgó el epíteto brandisiana en honor a Sir Dietrich Brandis, botánico alemán para el que trabajó Pierre en el Servicio Forestal Indio en Calcuta, por aquel entonces llamado Servicio Forestal Imperial.

## Usos

### Medicinales
En la medicina tradicional tailandesa se utiliza para tratar los mareos y la fiebre.

En estudios de laboratorio se han aislado moléculas bioactivas de la corteza, incluidas las acetogeninas, con propiedades citotóxicas. También se han extraído hormonas juveniles, un grupo de sesquiterpenoides que regula el crecimiento de los insectos. Otros compuestos han demostrado tener actividad antifúngica contra Pythium insidiosum, un patógeno que produce pitiosis en mamíferos.

### Otros usos
Las mujeres en Camboya utilizan las flores para hacer collares, aunque son tan fragantes como las de C. odorata, no se utilizan comercialmente en perfumería.

La madera, de color blanco, es dúctil y muy corruptible, por lo que no sirve para ebanistería. Sin embargo se utiliza en trabajos de artesanía, como jarrones, cajas, etc, o  para mangos de herramientas.